# Зло
Злото е религиозен (и на моралните съждения) термин, описващ нещо, което е тотално погрешно, неправилно, неморално или вредно. То е израз на абсолютна негативност - обратното на позитивизма и доброто. В много култури символизира смъртта, липсата на добър живот. Според някои монотеистични религии (като християнството и исляма) център на злото са дяволите и водачът им Луцифер /или Сатаната/. От тях се зараждат престъпността, завистта и всички човешки пороци.
Зло е всеки акт-съзнателен или несъзнателен, извършен от едно разумно същество спрямо друго живо същество или природата, с цел увреждане, унижаване или присвояване. Зло е всеки акт, който е насочен против реда и еволюцията, и подпомага хаоса и регреса.
Проявите на злото са:всеки опит да бъде увредена природата и плодовете на нейната еволюция в лицето на материята, растенията и животните. И всеки опит да бъде подчинено, ограбено, увредено, унизено, измъчвано, държано в неведение /манипулирано/ излъгано, подведено и т.н. друго същество.
Носители на злото са всички същества, които, възползвайки се от гореизброените методи, се опитват да вредят на други същества и природата, да паразитират на техен гръб, смучейки от тяхната собственост, или от плодовете на техния труд-във всичките му форми и разновидности.